# Hadiya (peuple)
Pour les articles homonymes, voir Hadiya.
Les Hadiya sont une population d'Afrique de l'Est vivant dans la corne de l'Afrique au sud de l'Éthiopie.

## Ethnonymie
Selon les sources et le contexte, on rencontre différentes formes : Adea, Adiya, Adiye, Gudeilla, Gudela, Gudella, Hadeya, Hadia, Hadiyas, Hadiyya, Hadiyyas, Hadya. 

## Population
En Éthiopie, lors du recensement de 2007 portant sur une population totale de 73 750 932 personnes, 1 269 382 se sont déclarées « Hadiya ».

## Langues
Ils parlent notamment le hadiya, une langue couchitique dont on a dénombré 924 000 locuteurs lors du recensement de 1994. L'amharique est également utilisé.